# BedZED

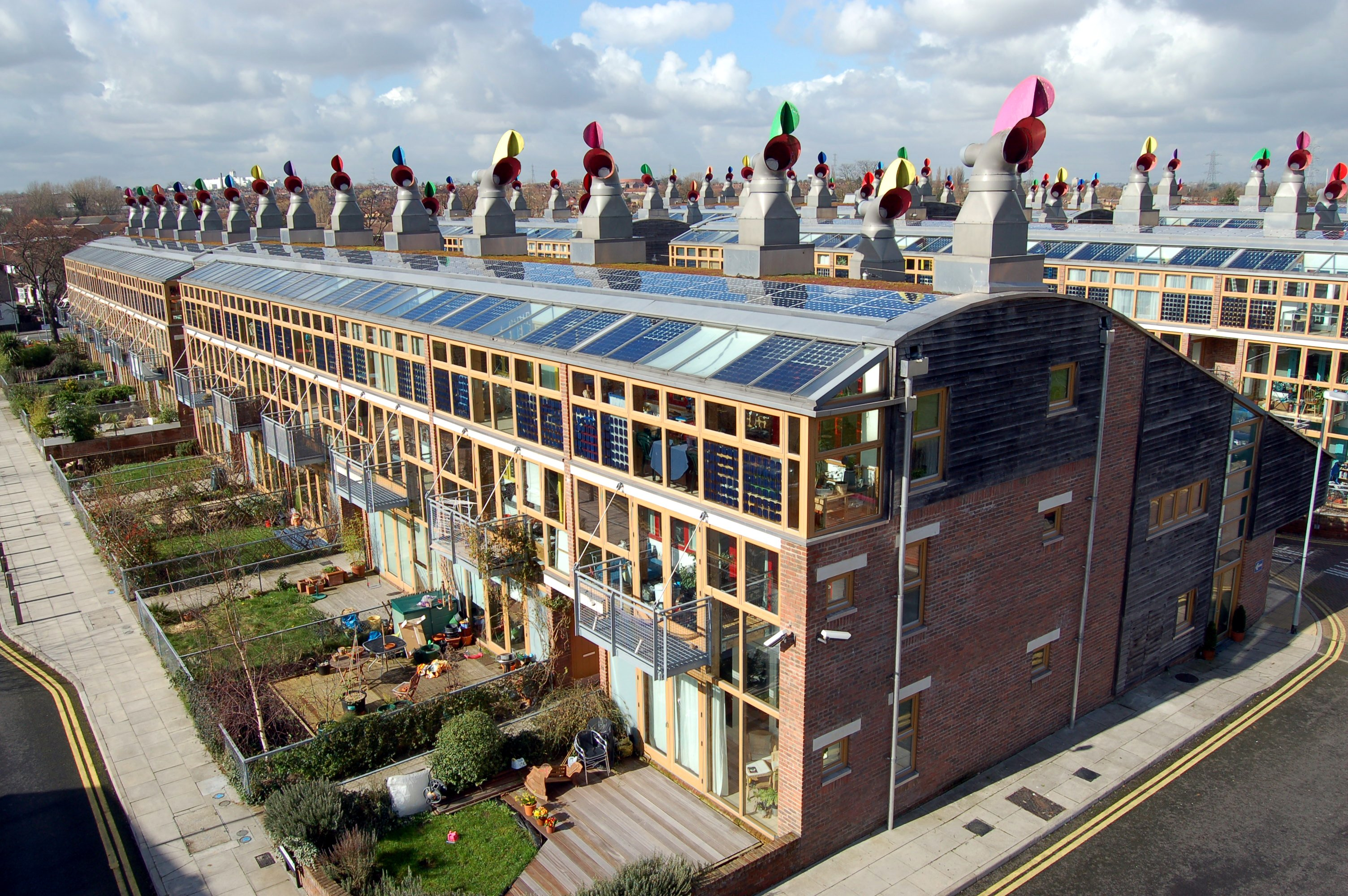
Uno dei caseggiati di BedZED

Il Beddington Zero Energy Development (BedZED) è un piccolo quartiere della periferia sud di Londra, a Sutton, realizzato tra il 2000 e il 2002.
Si tratta del primo insediamento a zero emissioni di CO2: 87 case, 17 appartamenti, 1405 metri quadrati commerciali, progettati dall'architetto Bill Dunster, senza emissioni fin dal momento della sua costruzione. 
I materiali naturali e riciclati, infatti, provengono da un raggio di 60 chilometri, così serve meno petrolio per trasportarli; il legno di quercia che isola le facciate esterne deriva da foreste locali; anche i mattoni, i blocchi e le lastre di gesso sono realizzati da fabbricanti della regione e i mobili degli appartamenti sono in plastica riciclata.
Le case sono tutte dotate di pannelli fotovoltaici e di convogliatori d'aria, i quali, servono per garantire un giusto ricircolo dell'aria, in quanto le finestre non possono essere aperte per far sì che il calore nei mesi invernali non venga disperso.
L'acqua piovana e l'acqua di scarico vengono raccolte e depurate e usate dagli abitanti del quartiere per irrigare le piante, l'arch. Dunster preoccupato dall'inquinamento creato dalla food miles (distanza percorsa dal cibo dalla produzione al consumatore finale), ha previsto che si realizzino aree adibite al giardinaggio e piccoli orti.
Nel quartiere sono presenti delle stazioni di servizio dotate di impianti per ricaricare le auto elettriche, e le persone che non ne sono in possesso cercano sempre di condividere la propria auto (car-sharing) inoltre è previsto un progetto per l'utilizzo di veicoli elettrici utilizzati dai residenti versando una tassa annuale di £100 a cui vanno aggiunti chilometraggio e ore di utilizzo.